# Кэммелл, Дональд
Дональд Ситон Кэммелл (англ. Donald Seaton Cammell ; 1934—1996) — британский (шотландский) кинорежиссёр, создавший (в соавторстве с Николасом Роугом) картину «Представление», признаваемую, например газетой «The Guardian», «одной из лучших британских лент всех времён, снятых до настоящего времени».

## Биография
Дональд Ситон Кэммелл родился в 1934 году в камере-обскура — музее Эдинбурга (Шотландия). Его отец — писатель и поэт Чарлз Ричард Кэммелл, являясь биографом Алистера Кроули, интересовался оккультной философией и поэзией, что повлияло на выбор столь необычного места рождения для ребёнка. В юном возрасте у Дональда проявился талант к изобразительному искусству, и вскоре он получил стипендию для обучения в Королевской Академии художеств Великобритании. После стажировки во Флоренции вернулся в Лондон, где в начале 1950-х годов приобрёл достаточную известность как художник-портретист.

## Творчество

### «Представление»
В середине 1960-х годов увлёкся кинематографом. Написал два сценария, в которых интересовался темой взаимного проникновения криминальной среды и субкультуры хиппи. Поставленные по ним фильмы широкого интереса не вызвали. Реализацию третьего проекта Дональд Кэммелл захотел осуществить самостоятельно, но его агент настоял на приглашении опытного сорежиссёра Николаса Роуга. Первоначально, из-за обилия непривычно открытых сцен сексуального характера, эпизодов насилия, употребления наркотиков фильм был оценен как «отвратительный и неприемлемо грубый». Однако с каждым годом эстетика картины становилась всё более понятной и открытой. Фильм уже через несколько лет стал культовым для своего поколения, а ведущие СМИ называли его «экспериментальной работой, каждый момент которой (работа оператора, декорации, подбор актёров, звуковая дорожка, монтаж) сообщает ей энергию, равно как и наркотический, сексуальный подтекст». Неформальная атмосфера, царившая на съёмочной площадке между актёрами Джеймсом Фоксом, Мики Джаггером, Анитой Палленберг была оценена Марианной Фейтфулл как «дьявольские ингредиенты в кипящем котле: наркотики, сексуальные отношения со сменой ролей, искусство и жизнь — всё взбито вместе в какое-то сучье варево». По причинам цензурных согласований фильм, полностью готовый в 1968, вышел в прокат только в 1970 году. Лавры создателя культового фильма были для Кэммелла впереди. Действительность же заключалась в срыве сроков и абсолютном нарушении коммерческих планов спонсоров фильма, что сделало режиссёра практически безработным.

### Другие работы
Следующую картину несговорчивому режиссёру со сложным индивидуальным кинематографическим языком спустя практически 9 лет предложила снять компания «Metro-Goldwyn-Mayer». Этим проектом стал научно-фантастический фильм ужасов «Дьявольское семя» по одноимённому роману Дина Кунца. Лента была номинирована на премию «Сатурн», но наград не получила. Критические отзывы о картине были как позитивными, так и негативными. 

 Фильм представляет собой странный гибрид «Одиссеи 2001» Кубрика, «Ребёнка Розмари» Полански и «Электрического дома» Бастера Китона в придачу.— кинообозрение Not Coming to a Theater Near You
В период очередного простоя Дональд Кэммелл снимает музыкальное видео для рок группы U2, а также совместно с Марлоном Брандо готовит сценарий для проекта «Иерихон», который, однако, никогда не будет опубликован или поставлен. Следующей полнометражной работой режиссёра стала лента 1987 года «Закатив глаза» — жестокий триллер о серии немотивированных убийств обеспеченных женщин. В 1995 году режиссёр снимает свою последнюю картину «Опасная сторона» (в российском прокате с сопоставимой регулярностью используется и другое название — «Безумие»). В очередной раз взгляды режиссёра и продюсеров картины на степень откровенности сексуальных сцен и глубину их анализа разошлись. Дональд Кэммелл и его монтажёр были уволены, их имена в титрах упомянуты не были, а рабочие материалы смонтированы в версии продюсера. Это послужило причиной глубокой депрессии режиссёра, повлёкшей его самоубийство 24 апреля 1996 года. В 2000 году фильм был восстановлен и издан в версии, максимально приближённой к режиссёрскому пониманию этой картины. Эта работа была проведена его женой, а также редактором Френком Маццолой, работавшим монтажёром практически всех картин Дональда Кэммелла.

## Фильмография
| Год  |   | Русское название                              | Оригинальное название     | Роль                                   |
| ---- | - | --------------------------------------------- | ------------------------- | -------------------------------------- |
| 1967 | ф | Даффи                                         | Duffy                     | сценарист                              |
| 1970 | ф | Представление                                 | Performance               | режиссёр, сценарист                    |
| 1977 | ф | Дьявольское семя                              | Demon Seed                | режиссёр                               |
| 1987 | ф | Закатив глаза                                 | White of the Eye          | режиссёр                               |
| 1995 | ф | Опасная сторона (Безумие)                     | Wild Side                 | режиссёр                               |
| 1998 | ф | Аргумент (короткометражный, снят в 1971 году) | The Argument              | режиссёр, сценарист                    |
| 2002 | ф | U2: Лучшее 1980-1990                          | U2: The Best of 1980-1990 | один из 7 режиссёров музыкальных видео |